# Jana Bode
Jana Bode (Rochlitz, 1º marzo 1969) è un'ex slittinista tedesca.
Prima della riunificazione della Germania (1990), ha gareggiato per la nazionale tedesca occidentale di slittino.

## Biografia
Iniziò la sua carriera come slittinista per l'allora nazionale della Germania Ovest. Esordì in Coppa del Mondo nella stagione 1989/90, conquistò il primo podio, nonché la prima vittoria, il 17 dicembre 1989 nel singolo ad Igls. Trionfò in classifica generale nella specialità del singolo nell'edizione del 1995/96.
Prese parte ad una edizione dei Giochi olimpici invernali, a Lillehammer 1994, classificandosi al quattordicesimo posto nel singolo.
Ai campionati mondiali ottenne una medaglia d'oro nel singolo ad Altenberg 1996, nonché altre due d'argento e due di bronzo. Nelle rassegne continentali vinse due titoli continentali a Sigulda 1996, nel singolo e nella gara a squadre, oltre a tre medaglie d'argento ed una di bronzo. Ha inoltre vinto quattro titoli nazionali nel singolo.
Dopo la mancata qualificazione ai Giochi di Nagano 1998 decise di ritirarsi dall'attività agonistica.

## Palmarès

### Mondiali
- 5 medaglie:
  - 1 oro (singolo a Altenberg 1996);
  - 2 argenti (gara a squadre a Altenberg 1996; singolo a Igls 1997);
  - 2 bronzi (singolo a Calgary 1990; singolo a Winterberg 1991).

### Europei
- 6 medaglie:
  - 2 ori (singolo, gara a squadre a Sigulda 1996);
  - 3 argenti (gara a squadre a Igls 1990; singolo, gara a squadre a Königssee 1994);
  - 1 bronzo (singolo a Igls 1990).

### Coppa del Mondo
- Vincitrice della Coppa del Mondo nella specialità del singolo nel 1995/96.
- 28 podi (tutti nel singolo):
  - 11 vittorie;
  - 11 secondi posti;
  - 6 terzi posti.

#### Coppa del Mondo - vittorie
| Data             | Luogo      | Paese          | Disciplina |
| ---------------- | ---------- | -------------- | ---------- |
| 17 dicembre 1989 | Igls       | Austria        | Singolo    |
| 11 febbraio 1990 | Winterberg | Germania Ovest | Singolo    |
| 2 dicembre 1990  | Oberhof    | Germania       | Singolo    |
| 8 dicembre 1990  | Königssee  | Germania       | Singolo    |
| 29 novembre 1992 | Altenberg  | Germania       | Singolo    |
| 19 dicembre 1993 | Winterberg | Germania       | Singolo    |
| 27 novembre 1994 | Igls       | Austria        | Singolo    |
| 4 dicembre 1994  | Winterberg | Germania       | Singolo    |
| 10 dicembre 1995 | La Plagne  | Francia        | Singolo    |
| 17 febbraio 1996 | Oberhof    | Germania       | Singolo    |
| 15 dicembre 1996 | Altenberg  | Germania       | Singolo    |

### Campionati tedeschi
- 6 medaglie:
  - 4 ori (singolo a Winterberg 1990; singolo a Schönau am Königssee 1991; singolo a Schönau am Königssee 1994; singolo ad Altenberg 1996);
  - 2 argenti (singolo a Winterberg 1997; singolo ad Oberhof 1998).